# EHF-Europapokal der Pokalsieger der Frauen 1995/96
Am EHF-Europapokal der Pokalsieger 1995/96 nahmen 32 Handball-Vereinsmannschaften aus 31 Ländern teil. Diese qualifizierten sich in der vorangegangenen Saison in ihren Heimatländern im Pokalwettbewerb für den Europapokal. Bei der 20. Austragung des Pokalsiegerwettbewerbes, konnte der Vorjahresfinalist TV Lützellinden  nach 1993 zum zweiten Mal den Pokal erringen.

## 1. Runde
Die Hinspiele der 1. Runde fanden zwischen dem 6.–14. Oktober und die Rückspiele zwischen dem 8.–15. Oktober 1995 statt.
|                           | Gesamt |                          | Hinspiel  | Rückspiel |
| ------------------------- | ------ | ------------------------ | --------- | --------- |
| De Volewijckers Amsterdam | 47:50  | Stade Béthunois          | 26:24     | 21:26     |
| Academico Madeira         | 25:65  | Dunaferr SE              | 14:34     | 11:31     |
| Jaspol Partizánske        | 32:54  | TV Lützellinden          | 15:29 (1) | 17:25     |
| Kras Zagreb               | 43:38  | CS Rulmentul Braşov      | 28:14     | 15:24     |
| Eglė Vilnius              | 38:54  | Rostselmasch Rostow      | 15:24     | 23:30     |
| RK Branik Maribor         | 41:57  | Byåsen IL                | 19:32 (2) | 22:25     |
| Ikast FS                  | 44:47  | Vasas Budapest           | 31:20     | 13:27     |
| BTB Ludza                 | 34:80  | Spartak Kiew             | 18:38     | 16:42     |
| KSV Kapfenberg            | 38:45  | Hapoel Petach Tikwa      | 18:21     | 20:24     |
| Eyüboglu Koleji Istanbul  | 38:42  | Bolago Voždovac          | 20:33     | 16:32 (3) |
| GKS Piotrkovia            | 46:42  | TSV St. Otmar St. Gallen | 23:20     | 23:22     |
| HC Bascharage             | 28:42  | ASB Athinaikos           | 13:15     | 15:27     |
| Sportist Shogun Shumen    | 37:62  | Leganés Alcampo          | 20:26 (4) | 17:36     |
| Jomsa Rimini              | (5)    | HC Tbilisi               | -:-       | -:-       |
| VVV Universität Gomel     | 47:56  | RK Pelister TAT Bitola   | 23:25 (6) | 24:31     |
| Fram Reykjavík            | 43:37  | HC Meeuwen               | 19:19 (7) | 24:18     |

## Achtelfinale
Im Achtelfinale fanden die Hinspiele vom 10.–17. November und die Rückspiele vom 11.–19. November 1995 statt.
|                     | Gesamt |                        | Hinspiel  | Rückspiel  |
| ------------------- | ------ | ---------------------- | --------- | ---------- |
| Byåsen IL           | 57:32  | Fram Reykjavík         | 30:14     | 27:18 (8)  |
| Kras Zagreb         | 41:42  | Bolago Voždovac        | 32:19 (9) | 19:23 (9)  |
| TV Lützellinden     | 57:33  | ASB Athinaikos         | 37:10     | 39:13 (10) |
| Spartak Kiew        | 59:29  | Leganés Alcampo        | 30:15     | 29:14      |
| Vasas Budapest      | 46:31  | Jomsa Rimini           | 30:17     | 16:14      |
| Rostselmasch Rostow | 51:37  | RK Pelister TAT Bitola | 24:14     | 27:23      |
| Stade Béthunois     | 44:38  | GKS Piotrkovia         | 19:20     | 25:18      |
| Dunaferr SE         | 69:24  | Hapoel Petach Tikwa    | 34:90     | 35:15 (11) |

## Viertelfinale
Im Viertelfinale fanden die Hinspiele am 14. Januar und die Rückspiele vom 20.–21. Januar 1996 statt.
|                     | Gesamt     |                 | Hinspiel | Rückspiel |
| ------------------- | ---------- | --------------- | -------- | --------- |
| Dunaferr SE         | 45:48      | Kras Zagreb     | 26:20    | 19:28     |
| Byåsen IL           | 46:45      | Spartak Kiew    | 24:19    | 22:26     |
| Rostselmasch Rostow | 38:38 (12) | Vasas Budapest  | 24:17    | 14:21     |
| TV Lützellinden     | 56:38      | Stade Béthunois | 28:19    | 28:19     |

## Halbfinale
Im Halbfinale fanden die Hinspiele vom 23.–24. März und die Rückspiele am 30. März 1996 statt.
|                | Gesamt |                 | Hinspiel | Rückspiel |
| -------------- | ------ | --------------- | -------- | --------- |
| Vasas Budapest | 36:37  | Kras Zagreb     | 25:19    | 11:18     |
| Byåsen IL      | 41:58  | TV Lützellinden | 18:27    | 23:31     |

## Finale
Das Hinspiel fand am 4. Mai 1996 in der Zagreber Dom športova und das Rückspiel am 12. Mai 1996 in der Sporthalle Gießen-Ost statt.
|             | Gesamt |                 | Hinspiel | Rückspiel |
| ----------- | ------ | --------------- | -------- | --------- |
| Kras Zagreb | 41:50  | TV Lützellinden | 19:28    | 22:22     |